# 2013年布魯塞爾協定
《布鲁塞尔协议》是塞尔维亚和科索沃政府就双边关系正常化达成的第一个正式的原则协议。它是在欧洲联盟的主持下在布鲁塞尔谈判和缔结的，但双方没有正式签署，谈判由塞尔维亚总理伊维察·达契奇和科索沃总理哈希姆·萨奇领导，由欧盟高级代表凯瑟琳·阿什顿进行斡旋。该协定于2013年4月19日缔结。塞尔维亚的政府不承认科索沃是一个主权国家，但是根据布鲁塞尔协议，开始与科索沃的政府关系正常化。然而关系正常化这一术语仍然含糊不清，因此在很大程度上存在问题。

## 背景
1999年科索沃战争和北约轰炸南斯拉夫后，科索沃作为塞尔维亚和南斯拉夫的一部分，根据联合国安理会第1244号决议被置于联合国管理之下。2008年，科索沃宣布独立，并得到98个联合国会员国的承认，但塞尔维亚坚持科索沃仍然是其领土的立场。其后科索沃加入并成为几个国际组织的成员，而根据塞尔维亚和大约一半的联合国成员国的说法，1244号决议仍然对各方具有法律约束力。在欧盟的斡旋下，科索沃和塞尔维亚之间的对话于科索沃宣布独立三年后的2011年3月启动。欧盟敦促贝尔格莱德和普里什蒂纳在布鲁塞尔继续谈判，但是承认塞尔维亚没有义务在谈判过程中的任何时候承认科索沃。

## 对话
双方在布鲁塞尔的欧洲对外行动处举行了十轮会谈。欧盟高级代表阿什顿女男爵主持谈判已有两年，随后是费代丽卡·莫盖里尼。与邻国关系正常化是塞尔维亚加入欧盟的关键先决条件；布鲁塞尔协议使塞尔维亚接近了加入欧盟的谈判，科索沃也开始起草关于加入欧盟的稳定与联合协议。最困难的问题之一仍然是撤销塞尔维亚在北科索沃的行政机构，以及北科索沃的科索沃塞族人如何获得完全自治。

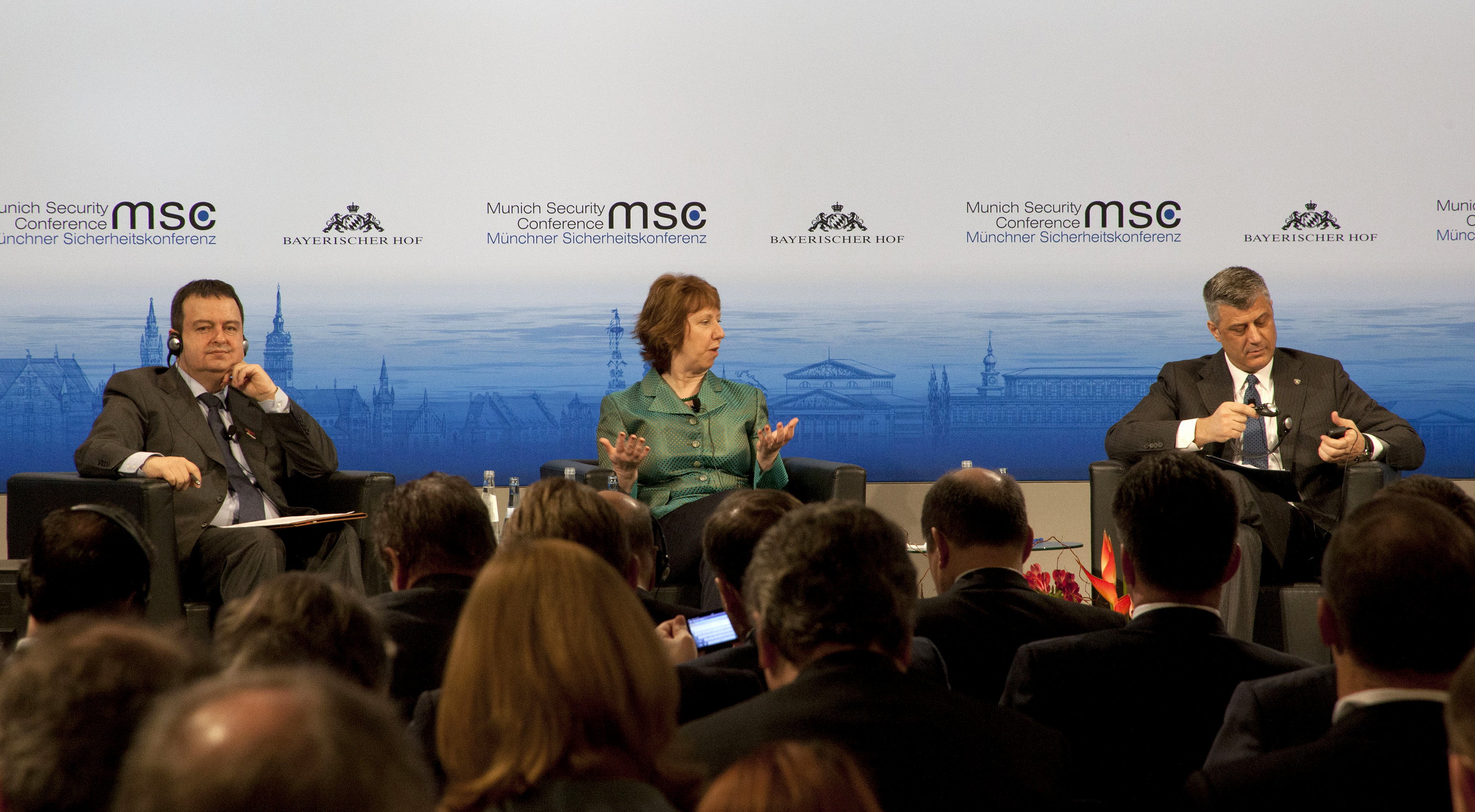
塞尔维亚总理伊维察·达契奇（左），凯瑟琳·阿什顿（中）和科索沃总理哈希姆·萨奇（右），2014年，慕尼黑。

美国外交官从一开始就支持欧盟主导的对话。国务卿希拉里·克林顿邀请阿什顿夫人共同前往巴尔干半岛，两人还在2012年10月共同访问了贝尔格莱德和普里什蒂纳（以及萨拉热窝）。克林顿任命副助理国务卿菲利普·雷克大使支持阿什顿的努力。雷克及其团队与欧盟同事密切协调，并在每次在布鲁塞尔举行的对话会议间隙和访问该区域期间会见塞尔维亚和科索沃的代表。
其结果是15点《关系正常化的第一项原则协定》，该协定于2013年4月19日草拟，但双方没有正式签署。该协议达成后，欧盟委员会正式建议开始与科索沃达成稳定和联合协议，并开始与塞尔维亚进行入盟谈判。该协议得到了欧盟、北约、欧安组织和联合国的支持。2015年10月，莫盖里尼和穆斯塔法总理签署了稳定与联合协议协议。

## 协议

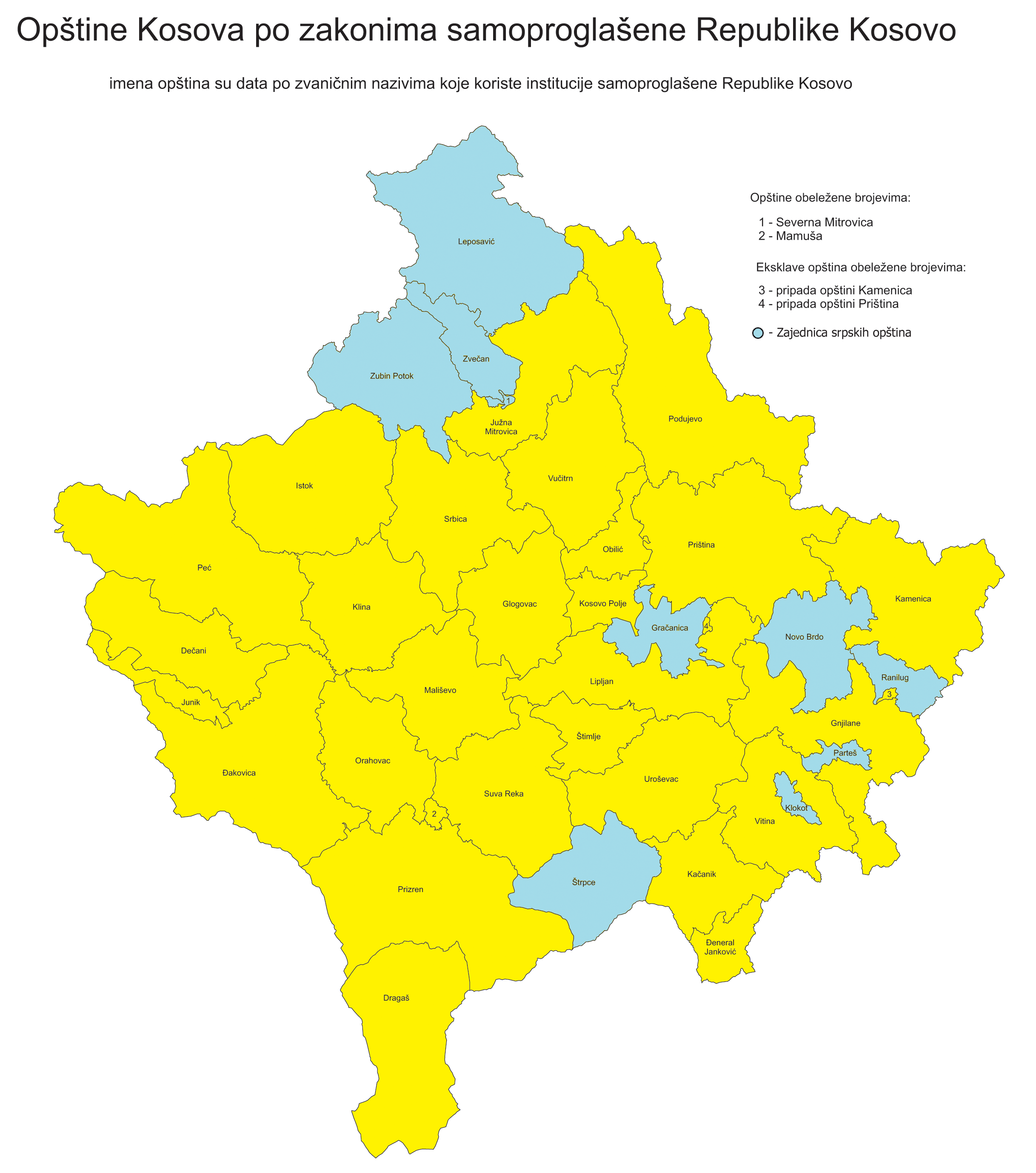
拟议的塞族自治市
塞族市镇社区

这份协议只有2页，却有15个段落。第1至第6段涉及拟议的塞族市镇社区的设立、范围和职能。第7至9段涉及警察和安全结构，包括在科索沃全境，包括北部地区应有一支警察部队，称为“科索沃警察”。第11段规定，根据科索沃法律，市政选举应在科索沃全境举行。第12段规定制订一项执行计划，并具体规定了完成该计划的日期（已过期）。第13段承诺加强关于能源和电信的讨论。第14段规定，“任何一方都不会阻止或鼓励其他方阻止另一方在各自的欧盟道路上取得进展”。第15段设想在欧盟的协助下设立一个执行委员会。
在政治上，该文件旨在同意将科索沃北部以塞尔维亚人为主的城市纳入科索沃法律体系，同时提供某些保障。保证是：所有司法事项均在科索沃法律之下，但科索沃塞族必须占某些司法小组的多数，小组（米特罗维察地区法院）必须在米特罗维察北部开庭；所有警务工作都由科索沃警察负责，但塞尔维亚人占多数地区的警察区域指挥官必须由科索沃塞族市政当局提供的名单中选出的科索沃塞族人担任。

## 后续谈判
在布鲁塞尔协议之后，定期举行会议，以便在不同领域实施这些条款。2015年2月，双方达成了一项司法协议，随后又达成了关于能源和电信运营商的协议。2015年8月25日，双方达成了一项协议，建立塞尔维亚社区联盟，这是布鲁塞尔协议的核心。相关法规尚未起草。
还有人担心科索沃2013年的地方政府选举将如何管理，塞尔维亚的政府反对在选票上提到“科索沃国”。塞尔维亚的政府同意鼓励科索沃北部的塞族人参与地方选举。
2013年10月，安排塞尔维亚官员访问北科索沃。双方商定，科索沃的选举机构将包括科索沃塞族代表，国际拨号号码+383将归科索沃所有。新法规预计将于2015年底生效，但塞尔维亚再次推迟至2016年3月。地理电话代码于2016年12月实施。

## 各方反应
包括史密尔哈·阿维罗摩弗和埃琳娜·古斯科娃在内的一些学者指出，布鲁塞尔协议违反了塞尔维亚宪法和《联合国宪章》，代表着对科索沃独立的间接承认。
科索沃议会已经批准了该协议，将其纳入法律，并将其视为一项“国际协议”。
塞尔维亚国民议会没有将该协定视为国际协定，也没有将其批准为具有约束力的法律，而这是塞尔维亚缔结国际协定所必需的程序。但是，它只是接受了政府关于“迄今在欧盟的调解下与普里什蒂纳临时机构进行政治和技术对话的进程，包括已达成协议的执行进程”的报告。贝尔格莱德的宪法法院没有回答关于该协议是否符合宪法的问题，并在2014年12月声明该问题是一个政治问题，而不是法律问题。然而，塞尔维亚已经承认，实施布鲁塞尔协议的进展是2015年12月第35回谈判开始时加入欧盟谈判的先决条件。
2022年3月24日，塞爾維亞總統亞歷山大·武契奇以科索沃司法委員會對米特羅維察的地方法院院長的停職為由，聲稱《布魯塞爾協議》“不再存在”，並聲稱計劃將所有塞族指揮官從科索沃警察部隊中撤离。隨後總理安娜·布納比奇也發表了類似言論，並聲稱科索沃塞族社區的基本人權沒有受到尊重。不过塞尔维亚与科索沃仍在2023年达成对于关系正常化更进一步的奧赫里德協議。